# Köln-Bocklemünd/Mengenich
Bocklemünd/Mengenich este un sector din orașul Köln situat în partea de nord-vest a orașului, în districtul orășenesc Ehrenfeld. A luat naștere prin unirea satelor de odinioară Bocklemünd și Mengenich. Bocklemünd/Mengenich a devenit renumit prin studiourile cinematografice de aici ale postului de televiziune WDR, care transmite serialul TV Lindenstraße.

## Date geografice
Bocklemünd/Mengenich se mărginește la est cu sectoarele Köln-Pesch, Köln-Ossendorf și Köln-Vogelsang, la sud cu Köln-Widdersdorf, la vest cu orașul Pulheim, iar la nord cu Köln-Esch/Auweiler.

## Literatură
- Christian Schuh: Kölns 85 Stadtteile. Emons, Köln 2003, ISBN 3-89705-278-4